# Discographie de Ray Bryant
Cette page présente une discographie du pianiste américain Ray Bryant.

## Discographie

### En leader
| Enregistrement | Nom de l'album                                       | Label                    | Notes                                     |
| -------------- | ---------------------------------------------------- | ------------------------ | ----------------------------------------- |
| 1956           | The Music Of Cole Porter: Jazz Rhythm Series, Vol. 5 | Music Minus One Records. | Ray Bryant Quartet.                       |
| 1957           | Ray Bryant Trio                                      | Prestige Records.        | Ray Bryant Trio.                          |
| 1958           | Alone With The Blues                                 | New Jazz Records.        | En solo.                                  |
| 1958           | Joy c/w Stocking Feet                                | Prestige Records.        | En solo.                                  |
| 1959           | Ray Bryant Plays                                     | Signature Records.       | Ray Bryant Trio.                          |
| 1960           | Little Susie                                         | Columbia Records.        | Ray Bryant Trio.                          |
| 1961           | Con Alma                                             | Columbia Records.        | Ray Bryant Trio.                          |
| 1961           | Swinging With Charlie                                | Sesac Records.           | Ray Bryant Quartet.                       |
| 1961           | Madison Time                                         | Columbia Records.        | Ray Bryant Sextet.                        |
| 1961           | Dancing The Big Twist                                | Columbia Records.        | Ray Bryant Sextet.                        |
| 1962           | Hollywood Jazz Beat                                  | Columbia Records.        | En solo avec Richard Wess Orchestra       |
| 1963           | Groove House                                         | Sue Records.             | Ray Bryant Trio.                          |
| 1964           | Ray Bryant at Basin Street East                      | Sue Records.             | Ray Bryant Trio.                          |
| 1964           | Cold Turkey                                          | Sue Records.             | Ray Bryant Trio.                          |
| 1964           | Soul                                                 | Sue Records.             | Ray Bryant Trio.                          |
| 1966           | Gotta Travel On                                      | Cadet Records.           | Ray Bryant Trio.                          |
| 1966           | It Was A Very Good Year c/w Gotta Travel On          | Cadet Records.           | Ray Bryant Trio.                          |
| 1966           | Lonesome Traveler                                    | Cadet Records.           | Ray Bryant With Richard Evans' Orchestra. |
| 1966           | Slow Freight                                         | Cadet Records.           | Ray Bryant With Richard Evans' Orchestra. |
| 1966           | Slow Freight c/w If You Go Away                      | Cadet Records.           | Ray Bryant With Richard Evans' Orchestra. |
| 1967           | Take A Bryant Step                                   | Cadet Records.           | Ray Bryant With Richard Evans' Orchestra. |
| 1967           | Ode To Billy Joe c/w Ramblin                         | Cadet Records.           | Ray Bryant With Richard Evans' Orchestra. |
| 1967           | Dinner On The Grounds c/w To Sir With Love           | Cadet Records.           | Ray Bryant With Richard Evans' Orchestra. |
| 1967           | Pata Pata c/w Doing The Thing                        | Cadet Records.           | Ray Bryant With Richard Evans' Orchestra. |
| 1967           | The Ray Bryant Touch                                 | Cadet Records.           | Ray Bryant Trio.                          |
| 1967           | Little Suzie c/w City Tribal Dance                   | Cadet Records.           | Ray Bryant Trio.                          |
| 1968           | Up Above The Rock                                    | Cadet Records.           | Ray Bryant Quintet.                       |
| 1968           | Poochie c/w Mrs. Robinson                            | Cadet Records.           | Ray Bryant Quintet.                       |
| 1968           | Up Above The Rock c/w Little Green Apples            | Cadet Records.           | Ray Bryant Quintet.                       |
| 1968           | Quizas, Quizas, Quizas c/w After Hours               | Cadet Records.           | Ray Bryant Quintet.                       |
| 1969           | Sound Ray                                            | Cadet Records.           | Ray Bryant Trio.                          |
| 1970           | MCMLXX                                               | Atlantic Records.        | Ray Bryant Trio.                          |
| 1970           | Shake-A-Lady c/w Let It Be                           | Atlantic Records.        | Ray Bryant Trio.                          |
| 1973           | Alone At Montreux                                    | Atlantic Records.        | En solo.                                  |
| 1974           | In The Cut                                           | EmArcy Records.          | Ray Bryant Sextet.                        |
| 1975           | Hot Turkey                                           | Black & Blue Records.    | Ray Bryant Trio.                          |
| 1976           | Here's Ray Bryant                                    | Pablo Records.           | Ray Bryant Trio.                          |
| 1976           | Solo Flight                                          | Pablo Records.           | En solo.                                  |
| 1977           | Montreux '77                                         | Pablo Records Live.      | En solo. Album live.                      |
| 1978           | All Blues                                            | Pablo Records.           | Ray Bryant Trio.                          |
| 1980           | Potpourri                                            | Pablo Records.           | Ray Bryant Trio.                          |
| 1987           | Today                                                | EmArcy Records.          | Ray Bryant Trio.                          |
| 1987           | Ray Bryant Plays Basie And Ellington                 | EmArcy Records.          | Ray Bryant Trio.                          |
| 1988           | Blue Moods                                           | EmArcy Records.          | Ray Bryant Trio.                          |
| 1988           | Golden Earrings                                      | EmArcy Records.          | Ray Bryant Trio.                          |
| 1989           | All Mine... And Yours                                | EmArcy Records.          | Ray Bryant Trio.                          |
| 1990           | Plays Blues And Ballads                              | Jazz Connaisseur.        | En solo.                                  |
| 1992           | Through The Years, Vol. 1                            | EmArcy Records.          | Ray Bryant Trio.                          |
| 1992           | Through The Years, Vol. 2                            | EmArcy Records.          | Ray Bryant Trio.                          |
| 1993           | Somewhere In France                                  | Label M Records.         | En solo.                                  |
| 1994           | Ray Bryant Meets Ray Brown + 1 Double RB             | EmArcy Records.          | Ray Bryant Trio.                          |
| 1994           | No Problem                                           | Cadet Records.           | Ray Bryant Quartet.                       |
| 1994           | Inimitable                                           | Jazz Connaisseur.        | En solo. Album studio avec Ray Brown.     |
| 1995           | Solo Live In Tokyo - Plays Blues And Boogie          | EmArcy Records.          | En solo. Album live.                      |
| 1997           | North Of The Border                                  | Label M Records.         | Ray Bryant Trio.                          |
| 1998           | Ray's Tribute To His Jazz Piano Friends              | JVC Music.               | Ray Bryant Trio.                          |
| 2008           | In The Back Room                                     | Evening Star Records.    | En solo.                                  |

### Ray Bryant avecThe Muse All Stars
| Enregistrement | Nom de l'album                          | Label         | Notes                                                 |
| -------------- | --------------------------------------- | ------------- | ----------------------------------------------------- |
| 1978           | Live At Sandy's!                        | Muse Records. | Pour Buddy Tate and The Muse All Stars.               |
| 1978           | Live At Sandy's!                        | Muse Records. | Pour Arnett Cobb and The Muse All Stars.              |
| 1978           | More...Live At Sandy's!                 | Muse Records. | Pour Arnett Cobb and The Muse All Stars.              |
| 1978           | Live At Sandy's! - Hold It Right There! | Muse Records. | Pour Eddie "Cleanhead" Vinson and The Muse All Stars. |
| 1978           | Sings The Blues                         | Muse Records. | Pour Eddie Vinson.                                    |
| 1978           | Live At Sandy's! - Hard Blowin'         | Muse Records. | Pour Buddy Tate and The Muse All Stars.               |

## Collaborations
| Leader                                   | Enregistrement | Nom de l'album                                                               | Label et notes                                                    |
| ---------------------------------------- | -------------- | ---------------------------------------------------------------------------- | ----------------------------------------------------------------- |
| Max Roach                                | 1956           | Max Roach + 4                                                                | EmArcy Records. Max Roach Quintet.                                |
| Max Roach                                | 1956           | Moon Faced And Starry Eyed                                                   | Mercury Records. Max Roach Quintet.                               |
| Art Blakey                               | 1957           | Drum Suite                                                                   | Columbia Records. Art Blakey and The Jazz Messengers.             |
| Art Blakey                               | 1957           | Orgy In Rhythm, Vol. 1                                                       | Blue Note Records. Art Blakey Percussion Ensemble.                |
| Art Blakey                               | 1957           | Orgy In Rhythm, Vol. 2                                                       | Blue Note Records. Art Blakey Percussion Ensemble.                |
| Art Blakey                               | 1957           | Abdullah's Delight c/w Elephant Walk                                         | Blue Note Records. Art Blakey Percussion Ensemble.                |
| Art Blakey                               | 1957           | Ya Ya c/w Come Out Meet Me Tonigh                                            | Blue Note Records. Art Blakey Percussion Ensemble.                |
| Art Blakey                               | 1957           | Hard Bop                                                                     | Columbia Records. The Jazz Messengers. Titre Oscalypso.           |
| Carmen McRae                             | 1957           | After Glow                                                                   | Decca Records.                                                    |
| Carmen McRae                             | 1957           | Mad About The Man                                                            | Decca Records.                                                    |
| Coleman Hawkins                          | 1957           | The Coleman Hawkins, Roy Eldridge, Pete Brown, Jo Jones All Stars At Newport | Verve Records.                                                    |
| Dizzy Gillespie                          | 1957           | Duets (en)                                                                   | Verve Records. Dizzy Gillespie avec Sonny Stitt et Sonny Rollins. |
| Dizzy Gillespie                          | 1957           | The Greatest Trumpet Of Them All                                             | Verve Records. Dizzy Gillespie Octet.                             |
| Dizzy Gillespie                          | 1957           | Sonny Side Up                                                                | Verve Records. Gillespie avec Sonny Stitt et Sonny Rollins.       |
| Art Taylor                               | 1957           | Taylor's Wailers                                                             | Prestige Records. Art Taylor Sextet.                              |
| Clifford Jordan                          | 1957           | Cliff Jordan                                                                 | Blue Note Records. Clifford Jordan Septet.                        |
| Lee Morgan                               | 1957           | City Lights                                                                  | Blue Note Records. Lee Morgan Sextet.                             |
| Art Blakey                               | 1958           | Holiday for Skins, Vol. 1                                                    | Blue Note Records. Art Blakey Percussion Ensemble.                |
| Art Blakey                               | 1958           | Holiday for Skins, Vol. 2                                                    | Blue Note Records. Art Blakey Percussion Ensemble.                |
| Coleman Hawkins                          | 1958           | Soul                                                                         | Prestige Records. Coleman Hawkins Quintet                         |
| Coleman Hawkins                          | 1958           | I Hadn't Anyone Till You c/w Greensleeves                                    | Prestige Records.                                                 |
| Coleman Hawkins                          | 1959           | Hawk Eyes                                                                    | Prestige Records. Coleman Hawkins Sextet                          |
| Tiny Grimes                              | 1958           | Blues Groove                                                                 | Prestige Records. Grimes et Coleman Hawkins.                      |
| Tiny Grimes                              | 1958           | Blues Wail, Pt. 1&2                                                          | Prestige Records.                                                 |
| Tiny Grimes                              | 1958           | Callin' The Blues                                                            | Swingville Records. Grimes et J.C. Higginbotham Sextet.           |
| Jo Jones                                 | 1958           | Jo Jones Plus Two                                                            | Vanguard Records. Jo Jones Trio.                                  |
| The Prestige Blues-Swingers              | 1958           | Outskirts Of Town                                                            | Prestige Records.                                                 |
| Benny Golson                             | 1958           | Benny Golson And The Philadelphians                                          | United Artists Records. Benny Golson Quintet.                     |
| Tiny Grimes                              | 1959           | Tiny In Swingville                                                           | Swingville Records. Tiny Grimes Quintet.                          |
| Tiny Grimes                              | 1959           | Durn Tootin' c/w Annie Laurie                                                | Prestige Records. Tiny Grimes Quintet.                            |
| Jo Jones                                 | 1959           | Jo Jones Trio                                                                | Everest Records. Jo Jones Trio.                                   |
| The Prestige Blues-Swingers              | 1959           | Stasch                                                                       | Swingville Records.                                               |
| Benny Golson                             | 1959           | Gone With Golson                                                             | New Jazz Records. Benny Golson Quintet.                           |
| Benny Golson                             | 1959           | Groovin' With Golson                                                         | New Jazz Records. Benny Golson Quintet.                           |
| Benny Golson                             | 1959           | Yesterdays c/w Drum Boogie                                                   | New Jazz Records. Benny Golson Quintet.                           |
| Charlie Shavers                          | 1958           | Charlie Digs Paree                                                           | MGM Records. Charlie Shavers Quartet.                             |
| Budd Johnson                             | 1958           | Blues a La Mode                                                              | Felsted Records. Budd Johnson Sextet.                             |
| Mae Barnes                               | 1958           | Mae Barnes With Buck Clayton                                                 | Felsted Records. Mae Barnes avec le Buck Clayton Quartet.         |
| Hank Mobley                              | 1958           | Monday Night At Birdland                                                     | Roulette Records. Hank Mobley Septet.                             |
| Aaron Bell                               | 1958           | Music From Peter Gunn                                                        | Lion Records. Aaron Bell Sextet.                                  |
| Charlie Shavers                          | 1959           | Girl Of My Dreams                                                            | Everest Records. Charlie Shavers Quartet.                         |
| Arnett Cobb                              | 1959           | Party Time                                                                   | Prestige Records. Arnett Cobb Quintet.                            |
| Arnett Cobb                              | 1959           | When My Dreamboat Comes Home c/w Lonesome Road                               | Prestige Records. Arnett Cobb Quintet.                            |
| Hal Singer                               | 1959           | Blue Stompin'                                                                | Prestige Records. Hal Singer Quintet.                             |
| Hal Singer                               | 1959           | Blue Stompin', Pt. 1&2                                                       | Prestige Records. Hal Singer Quintet.                             |
| Oliver Nelson                            | 1959           | Meet Oliver Nelson                                                           | New Jazz Records. Oliver Nelson Quintet.                          |
| Toots Thielemans                         | 1959           | The Soul Of Toots                                                            | Signature Records.                                                |
| Aaron Bell                               | 1959           | Victory At Sea                                                               | Lion Records. Aaron Bell Sextet.                                  |
| Charlie Shavers                          | 1960           | Charlie Digs Dixie                                                           | MGM Records. Charlie Shavers Quartet.                             |
| Charlie Shavers                          | 1960           | Like Charlie                                                                 | Everest Records. Charlie Shavers Quartet.                         |
| Charlie Shavers                          | 1960           | Like Charlie                                                                 | Everest Records. Charlie Shavers Quartet.                         |
| Aretha Franklin                          | 1960           | Aretha Franklin                                                              | Columbia Records.                                                 |
| Aaron Bell                               | 1960           | 77 Sunset Strip                                                              | Lion Records. Aaron Bell Sextet.                                  |
| Charlie Shavers                          | 1961           | Swinging With Charlie                                                        | Sesac Records. Charlie Shavers Quartet.                           |
| Roy Eldridge, Bud Freeman, Elmer Snowden | 1962           | Saturday Night Fish Fry                                                      | Fontana Records.                                                  |
| Herb Ellis                               | 1963           | The Midnight Roll                                                            | Epic Records.                                                     |
| Clark Terry                              | 1963           | Tread Ye Lightly                                                             | Cameo Records. Clark Terry Octet.                                 |
| Pat Bowie                                | 1964           | Out Of Sight!                                                                | Prestige Records.                                                 |
| Sonny Rollins                            | 1965           | Sonny Rollins on Impulse!                                                    | Impulse Records.                                                  |
| Marion Williams                          | 1970           | Standing Here Wondering Which Way To Go                                      | Atlantic Records.                                                 |
| Yusef Lateef                             | 1971           | The Gentle Giant                                                             | Atlantic Records. Yusef Lateef.                                   |
| Yusef Lateef                             | 1971           | Nubian Lady c/w Below Yellow Bell                                            | Atlantic Records. Yusef Lateef Octet.                             |
| Yusef Lateef                             | 1973           | Hush 'N' Thunder                                                             | Atlantic Records.                                                 |
| Roy Eldridge                             | 1975           | Decidedly                                                                    | Pablo Records. Roy Eldridge Septet.                               |
| Zoot Sims                                | 1976           | Soprano Sax                                                                  | Pablo Records. Zoot Sims Quartet.                                 |
| Benny Carter                             | 1976           | Wonderland                                                                   | Pablo Records. Benny Carter Quartet.                              |
| Benny Carter                             | 1977           | Montreux '77                                                                 | Pablo Records. Album live. Benny Carter Quartet.                  |
| Benny Carter                             | 1979           | Benny Carter Jazz All Star Orchestra Live In Japan '79                       | Paddle Wheel Records. Album live. Benny Carter Tentet.            |
| Akira Ohmori                             | 1986           | Back To The Wood                                                             | Denon Records. Akira Ohmori Quartet.                              |

### Autres disques
| Enregistrement | Nom de l'album                     | Label            | Notes                                       |
| -------------- | ---------------------------------- | ---------------- | ------------------------------------------- |
| 1988           | Jazz At It's Finest : EmArcy Today | EmArcy Records.  | Un titre inédit de Ray Bryant Trio.         |
| 1990           | 100 Gold Fingers, Vol. 1           | All Art Records. | Trois titres inédits de Ray Bryant en solo. |

- Changes (avec Miles Davis, 1955)
- Cubano chant (avec Art Blakey, 1957)
- Blues nr.3 (1959)
- Little Susie (1960)
- Slow Freight  (Alone at Montreux, 1972)
- Taylor's Wailers  (Prestige, NJ, 1957)

### Vidéo
- Ray Bryant '77 dans la collection Jazz in Montreux.